# Carl Gsellhofer
Carl Gsellhofer grafiat și Karl Gsellhofer (n. 28 octombrie 1779, Viena – d. 17 mai 1858, Viena) a fost un pictor și desenator austriac.
A studiat la Akademie der bildenden Künste (Academia de Arte Vizuale) din Viena la clasa lui Heinrich Füger.
S-a preocupat în special de desene cu temă istorică, materie pe care a predat-o în perioada 1819-1851, ca profesor, care i-a urmat la catedră lui Hubert Maurer. A fost și pictorul curții arhiducelui Carol Ludovic al Austriei.
Ca pictor, s-a aplecat inițial spre miniaturi, ulterior a trecut la pictura pe teme istorice și la peisaje.